# Strymon coolinensis
Strymon coolinensis är en fjärilsart som beskrevs av Watson och Comstock 1920. Strymon coolinensis ingår i släktet Strymon och familjen juvelvingar. Inga underarter finns listade i Catalogue of Life.